# كونتاكت (نظام)
كونتاكت (بالإنجليزية: Contakt)‏ هو أول نظام روسي لتحويل الأموال والمدفوعات. تأسس في 1999 من قبل روسل بانك (بالروسية: РУССЛАВБАНК). يسمح النظام بتحويل الأموال حول العالم وإجراء المدفوعات. في 3 أغسطس 2012 سُجل نظام الدفع في سجل مشغلي أنظمة الدفع في مصرف روسيا تحت الرقم 0001. وفي أبريل 2013 منح مصرف روسيا نظام الدفع مكانة ذات أهمية اجتماعية.

## النشاط
يعد نظام الدفع كونتاكت  واحدًا من أكبر ثلاثة مشاركين في سوق تحويل الأموال في روسيا. وله أكثر من 900 شريك بين مصارف ومؤسسات مالية روسية ودولية. تشمل شبكة نقاط الخدمة أكثر من 500000 نقطة بما في ذلك أماكن الدفع في أكثر من 180 دولة. يقوم النظام بتسديد المدفوعات إلى أكثر من 10000 كيان قانوني من البنوك التجارية والمؤسسات التجارية وشركات التأمين والسفر ووكلائها ومقدمي الإنترنت ومشغلي الاتصالات وما إلى ذلك. في بعض الحالات تتجاوز حصّة النظام من التحويلات المالية في العالم 50%.

## روابط خراجية
- الموقع الرسمي